# Есаян, Сергей Арамаисович
Сергей Арамаисович Есаян (9 июня 1939, Москва — 22 января 2007, Париж) — советский, французский художник, скульптор и сценограф армянского происхождения.

## Биография
Сергей Есаян родился 9 июня 1939 года в Москве. Отец — Арамаис Михаилович Есаян, журналист, был арестован в конце 1938 года, за несколько месяцев до рождения художника репрессирован, скончался в лагере в 1943 году. Мать — Серафима Теодоровна Есаян, детский врач, работала в Москве, умерла в 1977 году.
Увлечение изобразительным искусством было ранним. Частые посещения Третьяковской галереи (семья жила в непосредственной близости от неё), общение с другом семьи — художником-миниатюристом Б. Ереминым и рассматривание чудом уцелевших альбомов репродукций и гравюр из конфискованной библиотеки отца, укрепили и развили это увлечение.
В художественное заведение Сергей Есаян поступает с уже достаточно определившимися художественными критериями. Студенческие годы (1954—1960), совпавшие с так называемой «оттепелью», с заново открытыми залами Музея западного искусства, с появлением первых альбомов Skira — проходят в интенсивнейшем навёрстывании опыта ранее запрещённых импрессионистов, мастеров русского и западного авангарда, в знакомстве с современными течениями мирового искусства. Параллельно занятиям в МОХУ памяти 1905 года, художник вольнослушателем посещает курсы по сценографии в ГИТИСе.
Жадный интерес к авангарду (во всем объёме: музыка, поэзия, живопись, театр) приводит к знакомству с Н. И. Харджиевым, А. Е. Крученых, Л. Ю. Брик.
Из стен училища Сергей Есаян выходит с ясным сознанием полного несовпадения своих творческих устремлений с установками официального искусства и, следовательно, невозможности существования профессиональным трудом.
Собственным творчеством он занимается дома (чем, кстати, объясняется «настольный» формат работ этого периода), зарабатывая на жизнь уроками рисунка и живописи, а также английского языка. Некоторое время работает в государственных реставрационных мастерских им. Грабаря. В эти годы бурного общения молодёжной богемы (ещё не называвшей себя ни «новым» ни «подпольным» авангардом) между старой и новой столицами (Москва-Ленинград) завязывается дружба с ленинградскими поэтами А. Хвостенко и А. Волохонским. В среде молодых учёных возникает интерес к «другому искусству». Таким образом первая персональная выставка С. Есаяна происходит в институте физических проблем в 1965 году.
С 1968 года художник занимает должность редактора одного из отделов журнала Декоративное искусство СССР, «редакции которого, — по словам А. Бродского, — удалось создать уникальный культурологический журнал, вокруг которого собрались не только художественные, но и научные силы — историки, философы, этнографы, исследователи-семиологи и т. д.»
Одновременно с работой в журнале, Сергей Есаян принимает активное участие в деятельности общества коллекционеров, в которое входили такие замечательные собиратели искусства, как Ф. Е. Вишневский, И. Г. Санович, Н. П. Пахомов, Я. Е. Рубинштейн и многие другие. Им было организовано несколько тематических выставок этого общества в залах художественного салона на Кузнецком мосту. С начала 1970-х годов художник работает в оборудованной им мастерской, пространство которой позволяет осуществить давно уже назревшую для него потребность к работе в скульптуре.
Отсутствие естественной современной художественной среды приводит к мысли о необходимости эмиграции. В январе 1979 г. Сергей Есаян с семьёй эмигрирует сначала в Австрию, затем во Францию. Вооружённый знанием горького опыта русской эмиграции, жизнь за границей он собирается строить без ностальгии и без иллюзий.
В мае 1979 года в Вене проходит его персональная выставка. В Париже художник поселился в июне 1979 года и с тех пор там он жил и работал: сначала в мастерской на Монпарнасе, затем в мастерской на аллее Дариюса Мийо.
Наряду с созданием серий холстов и скульптур в своей мастерской, С.Есаян с энтузиазмом отдается работе над декорациями и костюмами сначала для экспериментального стокгольмского театра «Шаразад», а затем и для других театров Швеции. Он неоднократно участвует в театральных семинарах, симпозиумах и фестивалях (Италия, США, Швеция). Но собственные художественные проекты требуют всего времени, и к 1990-м годам Есаян оставляет театральную деятельность. За эти годы проходит несколько его персональных выставок в Германии, Англии, Франции.
Сергей Есаян работает над сериями рельефов, большинство из которых были выставлены в Мраморном дворце Русского Музея в Петербурге, где в 2002 году состоялась выставка художника, охватывающая разные периоды его творчества.
Последующие годы посвящены проекту «Дом-виды-люди», объединяющему живописные, графические, скульптурные и рельефные формы творчества. Книга Serge Essaian, вышедшая в 2006 г. является отражением этой идеи.
Свою жизнь С. Есаян уместил в несколько строк автобиографической заметки: 

«Я родился в 1939 году в Москве, городе, известном жителям под названием „порта пяти морей“, — название, в высшей степени романтическое для этой депрессивной столицы. Я жил в этом порту до 1979 г., когда почувствовал, что сыт и депрессией и романтизмом. В этом году, в возрасте 40 лет, я с семьёй эмигрировал во Францию и с тех пор живу в Париже. Моя мастерская находится около ностальгического парка Бют Шомон и недалеко от футуристического сада Ла-Виллет…».

Сергей Есаян скончался в Париже 22 января 2007 года. Похоронен на кладбище Монпарнас.

## Манера работы
«Я работаю сериями, — поясняет С. Есаян свой метод работы в интервью с заведующим отделом современного искусства Русского Музея А. Д. Боровским, и в несколько извиняющемся тоне добавляет, — в смысле Бетховенских вариаций.» К серийной форме высказывания художник пришел давно. Вспоминая ранний период своего творчества, он говорит: «Завороженный когда-то жестом Эсфири, я бесконечно повторял рембрандтовскую композицию — то расширяя интерьер, осветляя фон, то наполняя задний план моими персонажами. Помню, что в одной из вариаций, я поставил стол с персонажами прямо на московскую улицу.» Анализ процесса работы над серией середины 80-х годов «В ожидании Шарлоты Кордэ» носит более развернутый характер: «меня волновала чисто пластическая задача — человек, одинокое тело, сросшееся с ванной, тело, ощущающее себя в пространстве, вдавленное в пространство безличного интерьера или выдавливаемое им за передний план… признаться, в процессе работы я совершенно забыл об „исходной точке“, последующая композиция провоцировала или отталкивалась предыдущей, и пульсация вариаций захватывала меня больше, чем исполнение отдельной картины.» Серии пульсируют не только внутри себя. Выход серий из рамок картин в скульптуру, возвращение их в плоскость холста с обогащенным, «прощупанным» мазком или спирально закрученным движением вокруг тела; распахнутость интерьеров, выпирание стен рельефов — домов — это тоже пульсация единого творческого процесса.
О своих рельефах — домах художник говорит: «это прежде всего скульптура, я устанавливаю и моделирую крупные массы, прежде, чем придать им законченный вид… в рельефах-домах я хочу видеть скорее икону дома, чем конкретный дом. То есть, дом идеальный в том смысле, в котором мыслил свои картины-города Пьетро дела Франческо и его последователи.»
Не менее рано выявилась и другая характерная черта, определившая специфику его творчества, — это диалог с произведением искусства. «Думаю, что тема картины, как объекта живописного переживания, то есть с кистью в руках, занимала меня как Сезанна тема яблока… мне кажется, что для живописца (по крайней мере для молодого живописца) произведение живописи представляется реальностью ничуть не меньшей, чем окружающая его, „живая“ среда»"
О творческой позиции С. Есаяна, А. Боровский говорит: «Коллективная самоидентификация вообще была ему чужда. Если у него и возникала временами потребность в „коллективных действиях“, он сам выбирал себе компанию — как правило, среди старых мастеров или живых классиков современного искусства. Здесь и только здесь он допускал мысль о возможности некой взаимораскрываемости, взаимодополняемости; то есть репрезентации своего видения мира в апелляции к видению иному, чужому. Взаимоотношения с этой инаковостью могли быть различными — диалогичными, конфликтными, любовно-восторженными. Однако неизменно это были отношения на равных — персональная ответственность, личный выбор, своя судьба.»

## Театральные постановки
- 1981 — Scénographie et costumes pour la pièce "Doctor Dapertutto". Metteur en scène W. Carlson, Théâtre Sharazad. Stockholm. Suède. Représentée au théâtre du Rond Point, Paris.
- 1983 — Scénographie et costumes pour la pièce de A. Khvostenko "Agence de voyage ou le syndrome de Robinson". Metteur en scène W. Carlson, Théâtre Sharazad. Stockholm. Suède.
- 1985 — Scénographie pour la pièce «La cage des vierges». Théâtre de la ville de Säffle. Suède.
- 1986 — Scénographie pour la pièce "La victoire sur le soleil". Metteur en scène Arman Gatti. Toulouse. France.
- 1986 — Scénographie et costumes pour l’opéra-ballet "Balagantchik" (A. Blok). Musique de Yan Walgern. Opéra royal. Stockholm. Suède.
- 1987 — Scénographie et costumes pour l’opéra "La chatte anglaise" (H. de Balzac). Musique de Werner-Geints. Théâtre de la ville. Karlstadt. Suède.

## Симпозиумы, семинары, фестивали
- 1980 — Participation au festival international "Théâtre du geste". Stockholm. Suède.
- 1981 — Participation au séminaire international "Meyerhold et le constructivisme".
- 1982 — Direction du séminaire de scénographie autour du projet "Le Maitre et Marguerite". Bologne. Italie
- 1983 — Workshop de scénographie à l’université de Yale. USA.
- 1983 — Workshop de scénographie lors du séminaire international "Pédagogie théâtrale". Stockholm. Suède.
- 1984 — Participation au projet "Théâtre perspectif". Exposition des esquisses théâtrales des décors et des costumes. Munich. Allemagne.
- 1987 — Participation au séminaire "Gontcharova et les ballets russes". Musée de San Antonio. USA.
- 1999 — Participation en tant que consultant à l’exposition "100 ans d’art graphique russe". Galerie de la Scala. Paris.
- 2003 — Consultant pour l’exposition "Les Russes" au Musée de Montmartre. Paris

## Выставки

### Персональные
- 1965 — Institut des problèmes physiques, Moscou, URSS.
- 1973 — Salon d’art, Moscou, URSS.
- 1979 — Mairie de Vienne, Autriche.
- 1980 — Galerie «Art et Décoration», Paris, France.
- 1981 — Galerie «Nikolenko», Paris, France.
- 1987 — Galerie «Era», Karlstadt, Suède.
- 1989 — Fondation Boden, Oppenhof et Schneider, Cologne, Allemagne.
- 1989 — Galerie «Anita Falber», Cologne, Allemagne.
- 1990 — Galerie «Oberlin», Strasbourg, France.
- 1993 — Galerie «Euros», Mulhouse, France.
- 1995 — Galerie «Axia», Londres, Royaume Uni.
- 2000 — Galerie de Buci, Paris, France.
- 2002 — Musée Russe, St Petersbourg, Russie.

### Групповые
- 1977 — Biennale de Venise, Italie.
- 1980 — Première biennale internationale «L’Art et le papier», Touquet, France. (Médaille d’or).
- 1981 — Galerie «Le Point», Monte Carlo.
- 1981 — Maison d’artiste à Bergen, Autriche.
- 1988 — Exposition «Urbanisme et planification architecturale», Thiers, France.
- 1990 — «L’autre art», Galerie Tretiakov, Moscou, Russie.

### Персональные посмертные
- 2008 — Exposition «Années russes», galerie de Buci, Paris, France.
- 2009 — Exposition «Molloy et autres dos», galerie de Buci, Paris, France.
- 2010 — Exposition «Baigneurs, plongeurs etc.», galerie de Buci, Paris, France.
- 2010 — Exposition «Serge Essaian, un hommage», Sotheby’s, Paris, France.